# Kieselbronn
Kieselbronn är en kommun och ort i Enzkreis i regionen Nordschwarzwald i Regierungsbezirk Karlsruhe i förbundslandet Baden-Württemberg i Tyskland.
Kommunen ingår i kommunalförbundet Neulingen tillsammans med kommunerna Neulingen och Ölbronn-Dürrn.